# Tlatzohuiloya
Tlatzohuiloya är en ort i Mexiko.   Den ligger i kommunen Tlaola och delstaten Puebla, i den sydöstra delen av landet, 150 km nordost om huvudstaden Mexico City. Tlatzohuiloya ligger 1 207 meter över havet och antalet invånare är 168.
Terrängen runt Tlatzohuiloya är lite bergig. Runt Tlatzohuiloya är det ganska tätbefolkat, med 86 invånare per kvadratkilometer. Närmaste större samhälle är Huauchinango, 13,3 km väster om Tlatzohuiloya. I omgivningarna runt Tlatzohuiloya växer i huvudsak städsegrön lövskog.